# Epitome of Illusions
Epitome of Illusions är det tredje studioalbumet med det norska black metal-bandet Limbonic Art. Albumet utgavs 1998 av skivbolaget Nocturnal Art Productions. Albumet innehåller nyinspelad material från demo-skivor utgivna innan bandets debutalbum, Moon in the Scorpio, utgavs.

## Låtlista
1. "Symphony in Moonlight and Nightmares" – 5:37
2. "Eve of Midnight" – 7:37
3. "Path of Ice" – 6:17
4. "Sources to Agonies" – 4:15
5. "Solace of the Shadows" – 6:55
6. "The Black Hearts Nirvana" – 10:27
7. "Arctic Odyssey" – 3:44

- Texter: Daemon

## Medverkande
Musiker (Limbonic Art-medlemmar)
- Daemon (Vidar Jensen) – sång, basgitarr, gitarr
- Morfeus (Krister Dreyer) – keyboard, sologitarr, sång, trumprogrammering

Produktion
- Peter Lundell – producent, ljudtekniker, ljudmix
- Limbonic Art – producent
- Daemon – sångtexter
- Morfeus – omslagskonst
- Thomas Hvitstein – foto